# Karl Larsen
Karl Larsen, född 1860 i Rendsborg, död 1931, var en dansk författare.
Larsen blev student 1877. I Larsens ungdomsskrifter intar fantasi och kapris en viss plats, så i hans självbiografiska Cirkler (1893) och den bisarra romanen Dr. Ix (1896). Hans senare litterära produktion är mest tids- och typbeskrivande, såsom romanen I det gamle Voldkvarter (1899), Seksten Aar (1900), Hvi ser du Skæven (1901), En moderne Hverdagshistorie (1906), Den gamle Historie (1920). Mest känd blev han dock för sina proletärskildringar, mest i form av monologer: Udenfor Rangklasserne (1896), Kresjan Vesterbro (1897), Danske Mænd (1898). En rad reseskildringar bildar övergången till hans journalistiska författarskap, särskilt produktivt under första världskriget, som han belyste i en lång rad välskrivna och utpräglat tyskvänliga skildringar. Larsen var även verksam som utgivare av kulturhistoriskt intressanta brev: Under vor sidste Krig (1897), De, der tog hjemmefra (fyra band, 1910-1914).

## Verk (översatta till svenska)
- Bland kälkborgare i det gamla Köpenhamn (Fra det gamle Voldkvarter) (okänd översättare, Bonnier, 1899)
- Sexton år (Seksten Aar) (översättning Hilda Sachs, Ljus, 1902)
- En kvinnas bikt (översättning Hellen Lindgren, Ljus, 1902)
- Hvi ser du grandet?: Axel Halcks uppteckningar (Hvi ser du Skæven) (översättning Hellen Lindgren, Ljus, 1902)
- En modern hvardagshistoria (En moderne Hverdagshistorie) (okänd översättare, Bonnier, 1907)
- Japan i strid (bemyndigad öfversättning från andra danska och första tyska upplagan af John Bratt, Åhlén & Åkerlund, 1911)
- Daniel Daniela: ur en korsbärares dagbok av x x x (övers. från tyskan av A.S., 1922)

## Utmärkelser
- Professors namn,  1899[3]
- Riddare av Dannebrogorden,  1907[1]
- Hedersdoktor vid Jenas universitet,  1925[1]
- Dannebrogsmännens hederstecken,  1930[1]

[Redigera Wikidata]